# Ras Natty Baby
 (mai 2025).
Il peut être nécessaire de l'améliorer pour respecter le principe de neutralité de point de vue. Veuillez consulter la page de discussion pour plus de détails.

 (mai 2025).
Ras Natty Baby, de son nom civil Joseph Nicolas Emilien, est un chanteur, compositeur et militant mauricien, né le 14 avril 1954 à Rodrigues.

## Biographie
Ras Natty Baby, de son nom civil Joseph Nicolas Emilien, est un chanteur, compositeur et militant mauricien, né le 14 avril 1954 à Rodrigues. Figure reconnue du seggae — fusion du séga mauricien et du reggae jamaïcain — il est un des pionniers de ce genre musical aux côtés de Kaya,,,.

### Jeunesse et débuts
Issu d'une famille créole aux racines profondes dans l'océan Indien, Ras Natty Baby grandit à Rodrigues. Dès l'âge de 9 ans, il manifeste un intérêt pour la musique. À 19 ans, il quitte clandestinement Rodrigues pour s'installer à Maurice, où il s'établit à la cité Richelieu, dans les faubourgs de Port-Louis. Là, il forme son premier groupe, Ras Kilimanjaro, qui évoluera pour devenir les Natty Rebels en 1982.

### Carrière musicale
En 1987, les Natty Rebels lancent leur première mixtape reggae intitulée Nu zwen ensam. Leur album phare, Nuvel Vision, sorti en 1990, contient le titre emblématique Leve do mo pep, qui leur vaut une reconnaissance internationale et des tournées en Europe.
Ras Natty Baby a produit huit albums, dont Militant, Seggae Time, Vibration Rasta Zom, Harmaguedon, Trinité et Révélasion. Ses chansons, imprégnées de la philosophie rastafari, abordent des thèmes tels que l'injustice sociale, la pauvreté et les droits des peuples marginalisés.

### Engagements et militantisme
Militant engagé, Ras Natty Baby a utilisé sa musique comme un outil de lutte contre les inégalités sociales. Il a également été actif dans des organisations défendant les droits des personnes défavorisées.
En 2003, il est arrêté à Maurice pour une affaire de drogue, ce qu'il considère comme une injustice ayant nui à sa carrière. Depuis sa libération, il s'efforce de relancer sa carrière musicale et de remettre ses productions sur le marché local,.

### Relations avec Kaya
Contrairement aux rumeurs de rivalité, Ras Natty Baby a toujours affirmé qu'il n'y avait aucune animosité entre lui et Kaya. Ils ont même collaboré pour promouvoir le seggae, notamment lors du concert historique « Seggae Sunflash » en 1993.

### Vie personnelle et défis récents
Ras Natty Baby a connu des périodes difficiles, notamment en raison de problèmes familiaux liés à la toxicomanie de sa fille. En 2022, il a exprimé son mécontentement envers la Mauritius Society of Authors (MASA) pour le non-paiement de sa pension depuis 2014, menaçant d'entamer une grève de la faim pour faire valoir ses droits,,.

### Héritage
Avec plus de 35 ans de carrière, Ras Natty Baby reste une figure importante de la musique mauricienne. Son engagement artistique et social a contribué à façonner le paysage musical de l'île, faisant de lui un symbole de résistance culturelle.

## Discographie

### Albums
| Année | Titre de l'album                    | Notes                                        |
| 1987  | Nu zwen ensam                       | Première cassette avec les Natty Rebels.     |
| 1989  | Revelation                          | Album emblématique du seggae.                |
| 1990  | Nuvel Vision                        | Contient le titre "Leve do mo pep".          |
| 1991  | Le Reveil (avec Les Natty Rebels)   | Album live enregistré à Maurice.             |
| 1994  | Harmaguedon (avec Les Natty Rebels) | Album aux sonorités engagées.                |
| 1998  | Seggae Time                         | Fusion du séga et du reggae.                 |
| 1999  | Vibration Rasta Zom                 | Album aux influences dancehall.              |
| 2002  | Militan                             | Album militant enregistré à Maurice.         |
| 2003  | Best of Evidences                   | Compilation des meilleurs titres.            |
| 2009  | Ras Natty Baby (Live Version)       | Enregistrement live de ses performances.     |
| 2012  | La Résurection                      | Album de retour après une période difficile. |
| 2013  | Nuvel Vision (réédition)            | Réédition de l'album de 1990.                |
| 2024  | Lève Mo Pep (Remastered 2024)       | Version remasterisée du titre emblématique.  |